# Никонцы (Сумская область)
Никонцы (укр. Никонці) — село,
Садовский сельский совет,
Сумский район,
Сумская область,
Украина.
Код КОАТУУ — 5924786805. Население по переписи 2001 года составляло 57 человек.

## Географическое положение
Село Никонцы находится у истоков реки Сухоносовка,
ниже по течению на расстоянии в 1 км расположено село Москалевщина.
Рядом проходит автомобильная дорога Н-07.